# Сайре
Сайре (порт. Sairé) — муниципалитет в Бразилии, входит в штат Пернамбуку. Составная часть мезорегиона Сельскохозяйственный район штата Пернамбуку. Входит в экономико-статистический микрорегион Брежу-Пернамбукану. Население составляет 13 872 человека на 2007 год. Занимает площадь 198,78 км². Плотность населения — 70 чел./км².
Праздник города — 23 декабря.

## История
Город основан 23 декабря 1963 года.

## Статистика
- Валовой внутренний продукт на 2005 год составляет 43 237 000 реалов (данные: Бразильский институт географии и статистики).
- Валовой внутренний продукт на душу населения на 2005 год составляет 2837 реалов (данные: Бразильский институт географии и статистики).
- Индекс развития человеческого потенциала на 2000 год составляет 0,598 (данные: Программа развития ООН).

## География
Климат местности: тропический.